# Pogeez
Pogeez település Németországban, Schleswig-Holstein tartományban. Lakosainak száma 503 fő (2023. december 31.).

## Népesség
A település népességének változása:
| Lakosok száma | 301  | 479  | 494  | 474  | 503  | 503  |
|               | 1975 | 2017 | 2019 | 2021 | 2022 | 2023 |